# チャンドラ・ウィジャヤ
ラファエル・チャンドラ・ウィジャヤ (英語: Rafael Candra Wijaya、1975年9月16日 - ）はインドネシアのバドミントン選手。西ジャワ州チルボン出身。

## 経歴
ダブルスが専門の選手で、1997年の世界選手権ではシギット・ブディアルトとのペアで金メダルを獲得。2003年全英オープンで優勝している。
トニー・グナワンとは1999年全英オープン優勝、2000年のシドニーオリンピックで金メダルを獲得している。翌2001年にグナワンがアメリカ国籍を取得したが、後に再度異国籍間のペアを組んでインドネシア・オープンやヨネックスオープンジャパンで優勝し、2007年世界選手権にも出場している。
団体戦でもインドネシアチームの一員としてトマス杯、スディルマンカップで優勝。
2007年は日本のトナミ運輸に所属している。